# Zawiasowce (ryby)
Zawiasowce (łac. Arthrodira) – rząd wymarłych szczękowców z gromady ryb pancernych, których szczątki odkryto w słodkowodnych i morskich osadach z okresu dewońskiego (ok. 408-360 mln lat temu). Wczesne zwierzęta były silnie opancerzonymi rybami o spłaszczonym ciele. Miały puste w środku zakrzywione ku dołowi kolce barkowe, którymi mogły zaczepiać się o podłoże lub pomagać sobie podczas poruszania się po dnie. Późniejsze zwierzęta, np. przedstawiciele Coccosteina, były słabiej opancerzone niż Arctolepis, a ich czaszka łączyła się z pancerzem tułowiowym stawami po bokach, umożliwiającymi ruchy głowy. Drapieżniki te miały kostne szczęki uzbrojone w ostre wyrostki podobne do kłów z przodu i w krawędzie tnące z tyłu. Tylna część ciała, wraz z ogonem, była nieopancerzona. Kolce barkowe zmalały, a u niektórych form zanikły.
| ← mln lat temuZawiasowce (ryby) |          |            |          |          |           |         |          |         |          |           |      |    |
| Prekambr←4,6 mld                | Kambr541 | Ordowik485 | Sylur443 | Dewon419 | Karbon359 | Perm299 | Trias252 | Jura201 | Kreda145 | Paleog.66 | Ng23 | Q2 |